# Sture Forsén

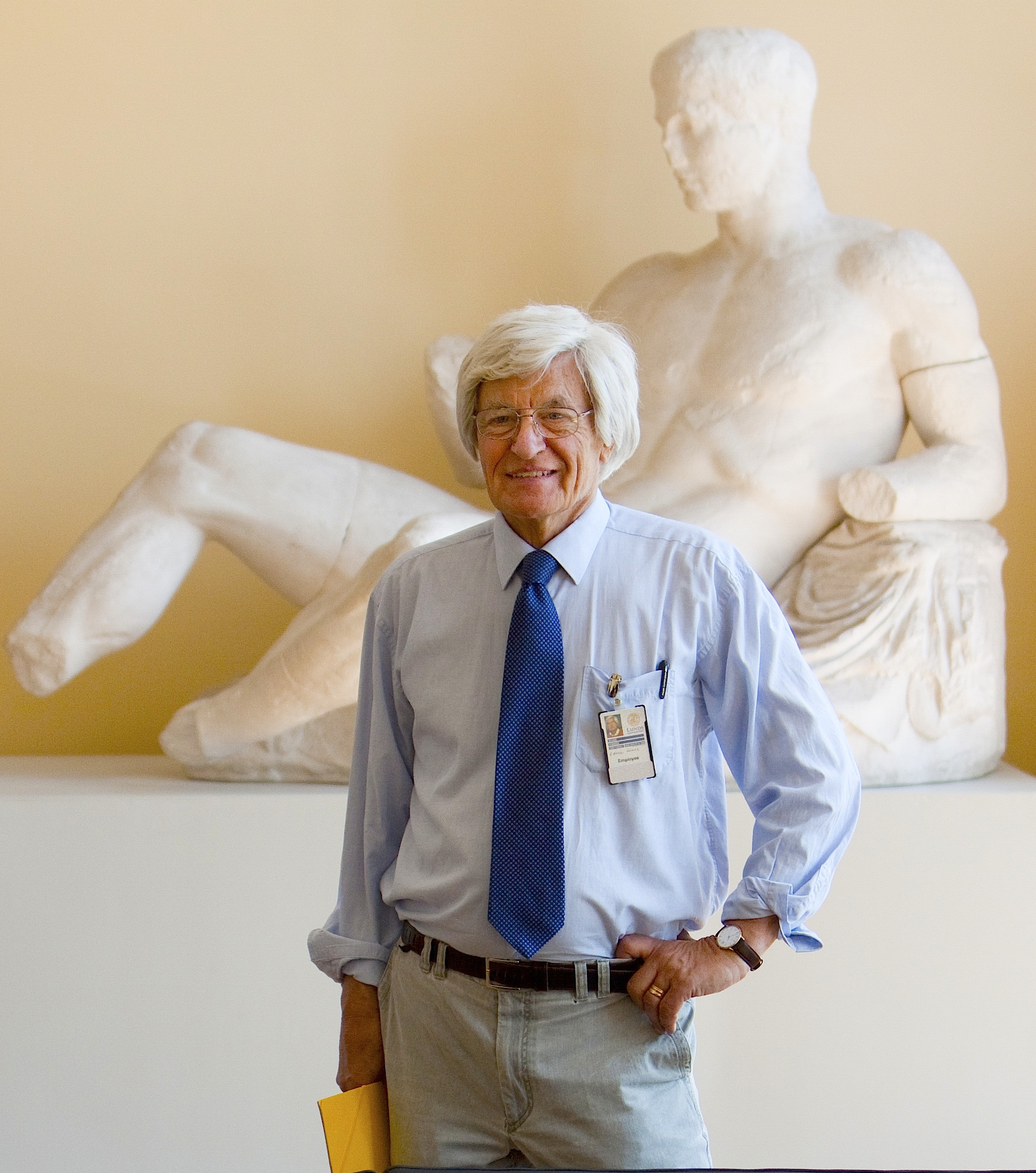
Sture Forsén, professor emeritus i fysikalisk kemi vid Lunds universitet, fotograferad i Pufendorfinstitutet år 2009.

Karl Sture Forsén, född 12 juli 1932 i Piteå, död 13 januari 2023 i Lund, var en svensk forskare inom fysikalisk kemi. Ett av hans främsta bidrag till vetenskapen är upptäckten av saturation transfer-metoden. Han var också initiativtagare till Sveriges första företagsby, Ideon, och Sveriges första forskningsinstitut för tvärvetenskapliga studier, Pufendorfinstitutet.

## Forskning och publikationer
Sture Forsén blev civilingenjör i kemiteknik vid Kungliga Tekniska högskolan (KTH) 1956 och teknologie doktor 1962. Åren 1960-62 arbetade Forsén som forskningsingenjör på Asea Atom, idag en del av ABB, med utveckling av system för rening av kylvatten i reaktorer. År 1963 återvände han till KTH och blev Sveriges första docent i kemisk fysik för att samma år bli utnämnd tillförordnad professor i fysikalisk kemi.
År 1963 upptäckte Forsén tillsammans med Ragnar Hoffman, från Uppsala universitet, hur dynamiska förlopp kan studeras hos molekyler med hjälp av kärnmagnetisk resonans-spektroskopi (NMR) och så kallade saturation transfer-experiment. Sedan dess kallas denna typ av studier också för Forsén-Hoffman-metoden. Vid 34 års ålder blev han 1966 professor i fysikalisk kemi vid Lunds tekniska högskola (LTH). 
Med hjälp av teknikern Hans Lilja utvecklade Sture Forsén NMR-detektionsutrustning för att tillåta studier av kärnor med så kallade kvadrupolmoment, till exempel magnesium, kalium, kalcium, klor och brom. Med detektionsutvecklingen tilläts studier vid lägre koncentrationer och biologiska system kunde också studeras. Åren 1970-1974 arbetade Forsén på Roms andra universitet Tor Vergata för att genomföra studier av proteiner som hemoglobin och hur till exempel klor binder in till dessa.
På slutet av 1970-talet designade Forsén ett elegant experiment för att kunna bestämma symmetrin hos intermolekylära vätebindningar genom att studera samma vätebindning med hjälp av proton-, deuterium- och tritium-NMR, och genom att utnyttja dessa isotopers skilda potentialenergifunktioner.
Ur intresset för hur NMR, och andra biofysikaliska undersökningsmetoder, kan användas för att studerar biologiska systems funktion växte tydliga program fram för studier av struktur, dynamik och funktion hos kalciumbindande regulatoriska proteiner och proteiner i blodkoaguleringssystemet. Lägesspecifik mutagenes användes för att byta ut aminosyrarester i ett proteinskelett och därefter studerades förändringar i struktur och dynamik. Ett remarkabelt fynd som gjordes var att en prolinaminosyrarest i det intakta proteinet kalbindin kan undergå cis-trans isomerisering och uppvisa två olika konformationer. Om prolin, med hjälp av lägesspecifik mutagenes, byts ut mot en glycin aminosyrarest, som bara kan förekomma i en konformation, har proteinet också bara en konformation.
Med denna typ av studier blev det uppenbart att jonstorlek har betydelse, då tex utbyte av Ca2+-joner i kalciumbindande proteiner till Mg2+ joner gav stora strukturella, och därmed funktionella, skillnader.
Sture Forsén undersökte kooperativiteten i interaktionerna mellan de multipla kalciumbindande sätena i proteinerna kalbindin och kalmodulin. Med dessa studier kunde han visa att kvantitativa beräkning av skillnader i Gibbs fria energi är ett mer stringent sätt att beskriva styrkan av kooperativiteten än användande av Hillekvationen.
2000-talet har för Sture Forsén mycket kommit att handla om koordination av multidisciplinära forskningsinsatser. 2000 till 2003 var Sture Forsén VD, och mellan 2000 och 2005 styrelsemedlem för SWEGENE. SWEGENE var ett konsortium för forskning inom funktionell genomik som var aktivt 2000-2005 och spände över en stor mängd olika institutioner inom LTH, Lunds universitet, Göteborgs universitet och Chalmers.
Sture Forsén var under åren 2005-2009 styrelsemedlem i Structural Genomics Consortium (SGC), ett samarbete som spänner över University of Oxford, University of Toronto och Karolinska institutet. SGC, som startade 2004, syftar till att bestämma tre-dimensionella (3D) strukturer av proteiner som har relevans för människans hälsa och sjukdomar och att göra dessa proteinstrukturer tillgängliga publikt utan restriktioner på deras användning.
Forsén har sedan 2005 varit styrelseledamot i Wallenberg Global Learning Network (WGLN), ett samarbete mellan Wallenbergstiftelserna och Stanford University. Det primära målet med WGLN-nätverket är att utveckla metoder, teknologier och arbetssätt som gör det möjligt för elever, oavsett om de är från grundskolans årskurser eller doktorander, att lyckas bättre med sina studier. Runt 10 projektsamarbeten mellan lärare på Stanford och svenska läroinstitut fonderas varje år med målet att resultaten skall leda till praktiska förändringar i den undervisning som bedrivs.
Forsén har författat mer än 300 vetenskapliga artiklar i vetenskapliga tidskrifter och två läroböcker i NMR-spektroskopi.

## Nobelkommittén i kemi och Nobelstiftelsen
Forsén var medlem i Kungliga Vetenskapsakademiens Nobelkommitté för kemi mellan åren 1976 och 1995. Han har presenterat två av Nobelprisen i kemi: 1986 till Dudley R. Herschbach, Yuan T. Lee och John C. Polanyi "för deras insatser rörande dynamiken hos kemiska elementarprocesser" och 1991 till Richard R. Ernst  "för hans insatser för metodutvecklingen inom högupplösande kärnmagnetisk resonansspektroskopi (NMR-spektroskopi)". 
Sture Forsén har arrangerat två nobelsymposier: Nobelsymposium 101, 1996;  Femtokemi and Femtobiologi: "Ultrasnabb reaktionsdynamik vid atomskaleupplösning" samt Nobel Symposium 120, 2002; "Virtuella museum och allmänhetens förståelse för vetenskap och kultur". 
Sture Forsén var också redaktör för sammanställningen i bokform av alla kemipristagares Nobelföreläsningar, presentationstalen från ceremonin och biografier, mellan åren 1971 och 1980.
Sture Forsén var mellan åren 1999 och 2004 "co-director" för Nobelstiftelsens e-museum där han framförallt arbetade med att utveckla nya interaktiva sätt att lära ut naturvetenskap.

## Ideon
Sture Forsén var initiativtagare till Sveriges första företagsby Ideon. Han fick idén till en forskarby i Lund i juni 1981, inspirerad av en tidningsartikel i Financial Times om engelska forskarbyar. Vad som framförallt tilltalade Forsén var möjligheterna för den industriella forskningen att kunna närma sig den akademiska forskningen genom en etablering i en forskarby och att en forskarby i Lund skulle underlätta etableringen av nya avknoppningsföretag från Lunds universitet. Efter ihärdig lobbying och en mängd möten med representanter för Lunds universitet, Länsstyrelsen i Malmöhus län, Skånes handelskammare och Utvecklingsfonden i Malmöhus län under 1981-1982 tog landshövdingen Nils Hörjel över stafettpinnen.

## Pufendorfinstitutet
Sedan 1998 var Sture Forsén professor emeritus vid LTH. Mellan 1998 och 2000 var han vetenskaplig rådgivare till Lunds universitets Rectrix Magnifica Boel Flodgren och mellan 2004 och 2009 Rector Magnificus Göran Bexell. Genom sitt arbete med att leda "Arbetsgruppen för Övergripande Forskningsfrågor" och "Rådet för Forskningsutveckling" vid Lunds universitet kom Forsén att under 2000-talet främsta att arbeta med frågor om hur Lunds/ett universitet kan utvecklas.
År 2007 startade Sture Forsén med hjälp av anslag från Grace och Philip Sandbloms Stiftelse en ny föreläsningsserie vid Lunds universitet kallad "Imaginative Scientists" där alla inbjudna föreläsare är personer som gjort stora insatser eller genombrott inom något forskningsområde – oavsett vilket. Förutom föreläsningen till ett brett auditorium inom Lunds universitet, avsätts tid för möten med olika forskargrupper och ibland för specialseminarier med fördjupat innehåll.
Ur seminarieserien föddes en mer fundamental idé om hur man kan skapa ett nav för att fortsätta att utveckla Lunds universitet genom att inrätta ett institut för så kallade "advanced studies" eller tvärvetenskapliga studier. Forsén var framförallt inspirerad av det "Institute for Advanced Studies" som Lancaster University grundat under 2000-talet. Denna institution har ett modernare anslag än till exempel det institut som Princeton University inrättade redan 1930 och där Albert Einstein en gång verkade. Forsén arbetade under 2007 och 2008, med dekanrådet och rektor Göran Bexell, fram ett förslag till att inrätta ett tvärvetenskapligt forskningsinstitut vid Lunds universitet och 2008 grundades Pufendorfinstitutet och Forsén blev dess första verksamhetsledare.

## Utmärkelser och akademier
1970 fick Sture Forsén mottaga Celsius-medaljen i guld från Kungliga Vetenskaps-Societeten i Uppsala. Celsiusmedaljen i guld är Societetens främsta utmärkelse och delas endast ut inom fysisk-matematiska klassens ämnesområden.
1973 fick Sture Forsén, tillsammans med Ragnar Hoffman, Bror Holmberg-medaljen av Svenska Kemistsamfundet, ett pris som delas ut var tredje år som belöning för framstående kemiska forskningsinsatser.
Sture Forsén var sedan 1973 ledamot av Kungliga Vetenskapsakademien, invald i klassen för kemi som ledamot 1108. Mellan åren 1997 och 2000 var Forsén vice VD för Kungliga Vetenskapsakademien. Sture Forsén var också medlem av Ingenjörsvetenskapsakademien, invald 1986 i klassen för teknikens grunder och gränsområden, klass 7.
2014 tilldelades Forsén Kungliga Ingenjörsvetenskapsakademiens guldmedalj för hans banbrytande forskning inom fysikalisk kemi och hans visionära och kreativa initiativ för gränsöverskridande forskning till vetenskapligt och samhälleligt värde .